# Syngonanthus simplex
Syngonanthus simplex är en gräsväxtart som först beskrevs av Friedrich Anton Wilhelm Miquel, och fick sitt nu gällande namn av Wilhelm Willy Otto Eugen Ruhland. Syngonanthus simplex ingår i släktet Syngonanthus och familjen Eriocaulaceae. Inga underarter finns listade i Catalogue of Life.